# Théâtre aux Mains nues

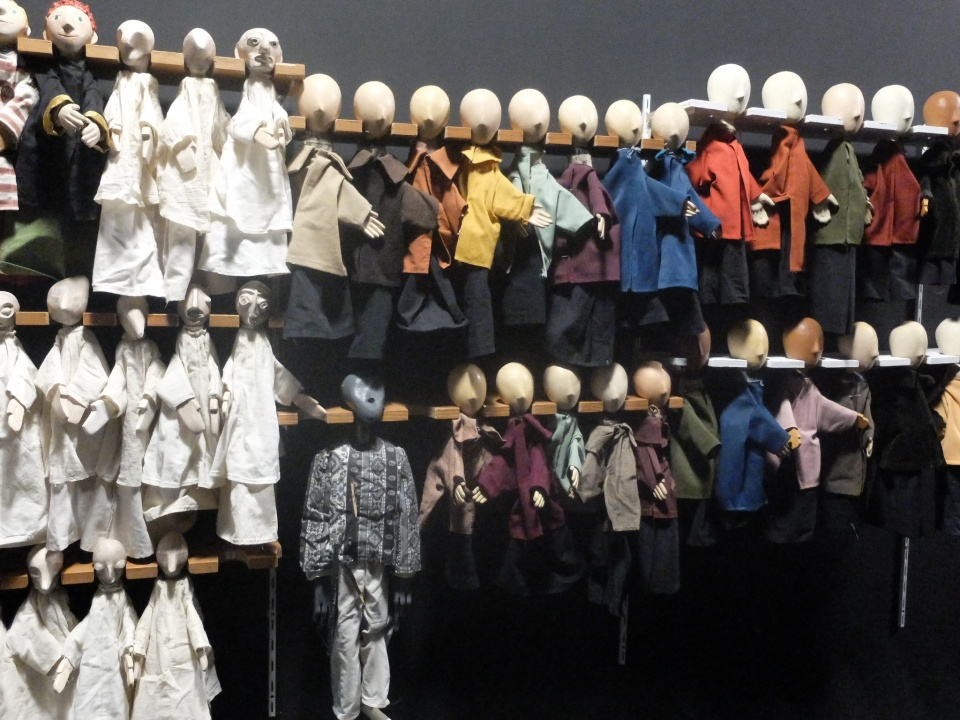
Ratelier de l'école du Théâtre aux Mains Nues

Le Théâtre aux Mains Nues est un centre consacré aux arts de la marionnette. Associant une salle de spectacle, un atelier équipé, un studio de répétition, un foyer d’exposition et une bibliothèque spécialisée, c’est un lieu polyvalent qui accompagne les artistes à toutes les étapes de leur création : de la formation à la diffusion, en passant par l’accueil en résidence, le compagnonnage, l’insertion professionnelle et la recherche. Il propose chaque saison une programmation qui s’efforce de promouvoir la diversité des arts de la marionnette, en marge des modes culturelles et des standards de la diffusion. Une place particulière y est réservée aux compagnies émergentes.
C’est aussi un acteur culturel historique du XXème arrondissement de Paris. Ancré depuis plus de 30 ans sur un territoire dit « Politique de la Ville », celui du quartier Saint Blaise, le Théâtre aux Mains Nues est en première ligne dans la mise en œuvre des actions publiques en faveur de l’égalité et de la démocratisation culturelle. Il propose des activités à destination des publics de proximité : festivals en plein air, rencontres, ateliers, médiations, tournées dans les écoles… Par sa politique de billetterie, il s’efforce de démocratiser le théâtre et d’en faire une pratique abordable pour tous.

## Historique

### La compagnie
Alain Recoing crée la compagnie du Théâtre aux Mains nues en 1976, à l’occasion de la mise en scène de La Ballade de Mister Punch d’Éloi Recoing par Antoine Vitez. Spectacle brossant la peinture d’une révolte totale contre toute forme d’autorité, il « reste aujourd’hui un lien vivant entre l’une des racines européennes du théâtre de marionnettes et le répertoire contemporain ».
L’association dépose ses statuts en 1981 à la préfecture de Paris. Installée dans un atelier rue Saint Fargeau, elle reçoit une subvention d'aide aux compagnies dramatiques du Ministère de la culture jusqu’en 1992.

### La première salle
En 1995, Alain Recoing ouvre une école de comédiens-marionnettistes dans le quartier Saint Blaise. Le bâtiment comprend alors un studio, nommé « studio Vitez », et l’atelier de fabrication « Maryse Lebris ». La salle ouvre ses portes au public en 2001. En 2007, Eloi Recoing reprend la direction de l’école et du théâtre ; puis Pierre Blaise en 2014. Le lieu est subventionné par le ministère de la Culture.

### La deuxième salle
En 2016, le Théâtre aux Mains nues se dote d’un second espace dans le quartier Saint Blaise : la salle de théâtre « Alain Recoing » et le hall d’exposition. Il propose toute l’année une programmation de théâtre de marionnettes. Axé sur les nouvelles créations et les écritures contemporaines, le Théâtre aux Mains nues s’efforce de montrer la diversité des arts de la marionnette. Marionnettes à gaine, bunraku, théâtre d’ombres,… Sa programmation s’adresse autant aux adultes qu’au jeune public. Le Théâtre aux Mains Nues organise aussi plusieurs festivals comme « Marionnettons-nous » ou « Les Traverses » en plein air. Il participe à la BIAM, biennale des arts de la marionnette.

### L’école
L’école du Théâtre aux Mains nues propose des formations professionnelles au métier de marionnettiste. Elle reçoit en 2020 le label QUALIOPI[réf. nécessaire]. La même année, son diplôme de « marionnettiste » entre au registre RNCP, participant à la reconnaissance officielle de ce métier.

## Statuts
Le Théâtre aux Mains nues est une association loi de 1901, subventionnée par le Ministère de la Culture, la région Ile-de-France et la Ville de Paris.